# Тагизаде, Сейид Хасан
Сейид Хасан Тагизаде (перс. سید حسن تقی‌زاده‎; род. 27 сентября, 1878 — 21 января 1970) — персидский политический и государственный деятель; дипломат, учёный.

## Биография
Сейид Хасан родился в 1878 году в городе Тебризе в семье Сейид Таги Имамджума. 
Как сын мусульманского священнослужителя, Сейид Хасан последовал примеру своего отца и начал религиозную карьеру. Он отмечает, что в 5 лет прочитал весь Коран. После окончания начальной школы (он освоил основы персидского и арабского языков) он отправился в Наджаф, чтобы продолжить изучение религии. Он пробыл в этом городе 17 лет, после чего вернулся в Тебриз, город, который он никогда не покинет. В юности он также посетил Стамбул, Каир, Александрию, Дамаск и Бейрут.
Сейид, однако, быстро отказался от религиозного обучения, полагая, что он достаточно изучил формальные предметы в традиционных религиозных школах, так что ему больше не нужно подчиняться религиозным властям.
Затем он обратился к рациональным наукам мусульманской традиции, читая средневековые трактаты по астрономии и математике. В период с 1983 по 1901 год он изучал медицину, как традиционную, так и современную: в программе были физика, анатомия, физиология и патология. Он также выучил французский и английский языки и все чаще обращался к европейским наукам, которые преподавали в Тебризе в Мозаффари Дар-аль-Фонун (дом техник Мозаффари). У него растёт интерес к европейской мысли и культуре, и он регулярно читает на арабском языке газеты и книги из Египта и Османской империи, а также из Американского университета Бейрута.
В 1898 году Хасан начал преподавать физику в Дар ул-Фунуне, а также в другом учреждении. Он общается с группой молодых людей, которые разделяют его интерес к западной культуре и читают модернистские публикации. Он также пробовал свои силы в полиграфии, чтобы заработать немного денег, но попытка закончилась неудачей.
В 1901 году он вместе с несколькими друзьями основал школу «Тарбият» («Образование») и ее книжный магазин с целью популяризации наук и иностранных языков (французского, английского и русского). Столкнувшись с сопротивлением духовенства и реакционных сил, резко выступавших против этого учения и против введения книгопечатания (в чем они видели ересь), а также в условиях народной мобилизации, от этой идеи отказались, а школа будет закрыта. очень быстро. Затем Сейид пережил период одиночества, которым воспользовался, чтобы перевести «Небесные чудеса» с французского. Вечерние чтения для молодёжи Камиля Фламмариона, что неудивительно, если мы знаем, что он страстно увлекался астрономией.
Активно участвовал в конституционной революции, которая привела к созданию иранского парламента, в который он был избран при правлении Мозафереддин-шаха.
Сейид открыто выступил против диктаторских тенденций следующего монарха, Мохаммада Али Шаха, который в конечном итоге разбомбил парламент. Затем он уехал в изгнание и преподавал в Кембриджском университете. После падения Мохаммада Али Шаха он вернулся в Тегеран и был избран в парламент. Он создал Демократическую партию, а затем возглавил иранскую делегацию во время переговоров с Россией, а затем с Великобританией.
С 1916 года издавал газету «Каве» (название вдохновлено мифическим персонажем-кузнецом Каве), с которой сотрудничали такие известные писатели, как Мохаммад Али Джамалзаде.
27 июня 1932 года Сейид, тогдашний министр финансов, официально уведомил президента Англо-Персидской нефтяной компании, что его правительство отныне откажется от сбора роялти, выплачиваемых компанией, которые были сочтены «недостаточными» и «несоразмерными» для нужд Ирана.
В 1942 году Сейид стал послом в Лондоне и решительно поддержал деятельность атташе по культуре Абдол-Хосейна Хамзави, который рассматривал Иран как «мост победы» союзников (перс. پل پیروزی‎). За свою карьеру Сейид был представителем Ирана в ООН, министром финансов, сенатором и президентом Сената. Его недоброжелатели представляют его как отъявленного англофила. Они утверждают, что он сыграл важную роль в убийстве аятоллы Бехбахани.
Сейид Хасан Тагизаде умер 21 января 1970 году.